# Magdalény Rettigové
Ulice Magdalény Rettigové na Novém Městě v Praze je krátká neprůchodná (slepá) ulice vycházející od Lazarské ulice směrem k Purkyňově ulici. Nazvána je podle české kuchařky a spisovatelky Magdaleny Dobromily Rettigové (1785-1845). V ulici, u domu Diamant, je bezbariérový vstup do stanice metra Národní třída. Asi polovinu východní části ulice ohraničuje Pedagogická fakulta Univerzity Karlovy, která zde má svou hlavní budovu.

## Historie a názvy

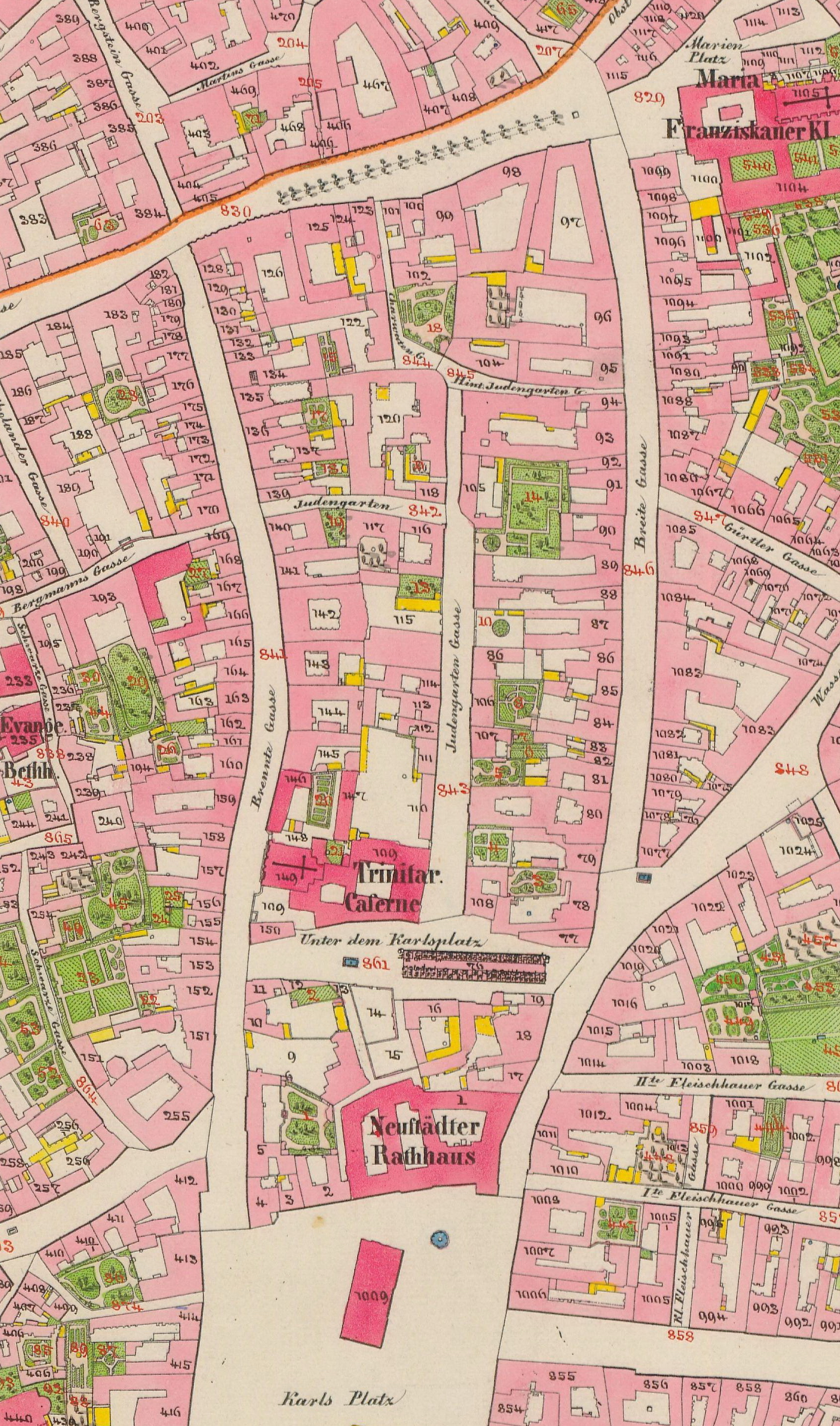
Blok s dnešní ulicí Magdalény Rettigové na mapě Stabilního katastru z roku 1852.

Původně byl prostor ulice součást Lazarské ulice až do roku 1930, od tohoto roku do roku 1947 nesla ulice název "U Domácnosti" a od roku 1947 má nový název "Magdalény Rettigové".

Mezi lety 1254 a 1478 se na místě této ulice a v jejím okolí rozkládal rozlehlý židovský hřbitov, druhý nejstarší v Praze, Židovská zahrada, založen během vlády krále Přemysla Otakara II. Hřbitov byl na konci 15. století zrušen zásahem Vladislava Jagellonského, jeho území bylo rozparcelováno a byly zde vystavěny měšťanské domy. Během archeologických výzkumů v letech 1997-2000 zde bylo objeveno kolem 400 hrobů.
Na počátku 18. století zde byl zřízen klášter řádu Trinitářů vystavěn Kryštofem Dietzenhoferem a Johanem Georgem Aichbauerem. Součástí kláštera byl také dodnes stojící kostel Nejsvětější trojice. Posláním trinitářů bylo vykupování křesťanských zajatců z muslimských zemí. V českých zemí byli již od počátku svého působení ve velké oblibě. Klášter byl však za dob reforem Josefa II. roku 1783 zrušen a později i zbořen. Na jeho pozemcích byl mezi lety 1898-1899 zbudován secesní spolkový dům "Domácnost", kde byla zřízena Česká škola kuchařská. Po tomto domě ulice později dostala na krátký čas také název.
V místech zdejšího městského dívčího reálného gymnázia Elišky Krásnohorské byly roku 1882, po funkcionalistické přestavbě, ustanoveny čtyři samostatné školy: česká obecná a měšťanská škola chlapecká a dívčí, německá škola obecná a odborná škola pro ženská povolání. Objekt těchto škol je nyní využíván Pedagogickou fakultou Univerzity Karlovy.

## Budovy, firmy a instituce

#### Dům Diamant
Magdalény Rettigové 1, Lazarská 9
Dům je umístěn na nároží ulic Spálené, Lazarské a Magdaleny Rettigové. Jedná se o projekt architekta Friedricha Ohmanna, profesora uměleckoprůmyslové školy, vystavěný roku 1913 s kubistickými prvky diamantových faset. Původní návrh však počítal s fasádami ve stylu klasicistní secese, nicméně byl návrh Emilem Králíčkem přepracován ve stejném roce, kdy započala výstavba. Stavba má obdélný půdorys rovnoběžný s Lazarskou ulicí. V úrovni prvního až třetího patra můžeme zahlédnout dva pětistranné arkýře zdobené kubizujícími pilastry, shluky krystalů a nad hlavním vchodem můžeme sledovat nápis "Diamant". V konstrukci jsou uplatněny železobetonové trámy a železné nosiče. Původním majitelem domu, jenž započal jeho stavbu, byl lékárník Ferdinand Schnöbling, nicméně po dokončení stavby byl dům již ve vlastnictví výtvarníka, spisovatele a diplomata Adolfa Hoffmeistera.
Žil zde profesor konzervatoře Karel Stecker a působil zde i podpůrný spolek akademický Svépomoc. Roku 1927 v tomto domě pobýval básník Vladimír Majakovskij.

Dům byl za dob totality známý, jelikož v jeho přízemí býval Tuzex.

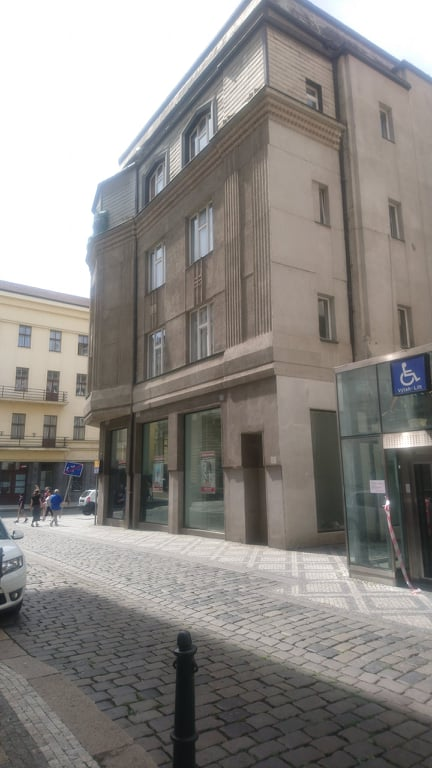
Pohled na dům Diamant z ulice M. Rettigové
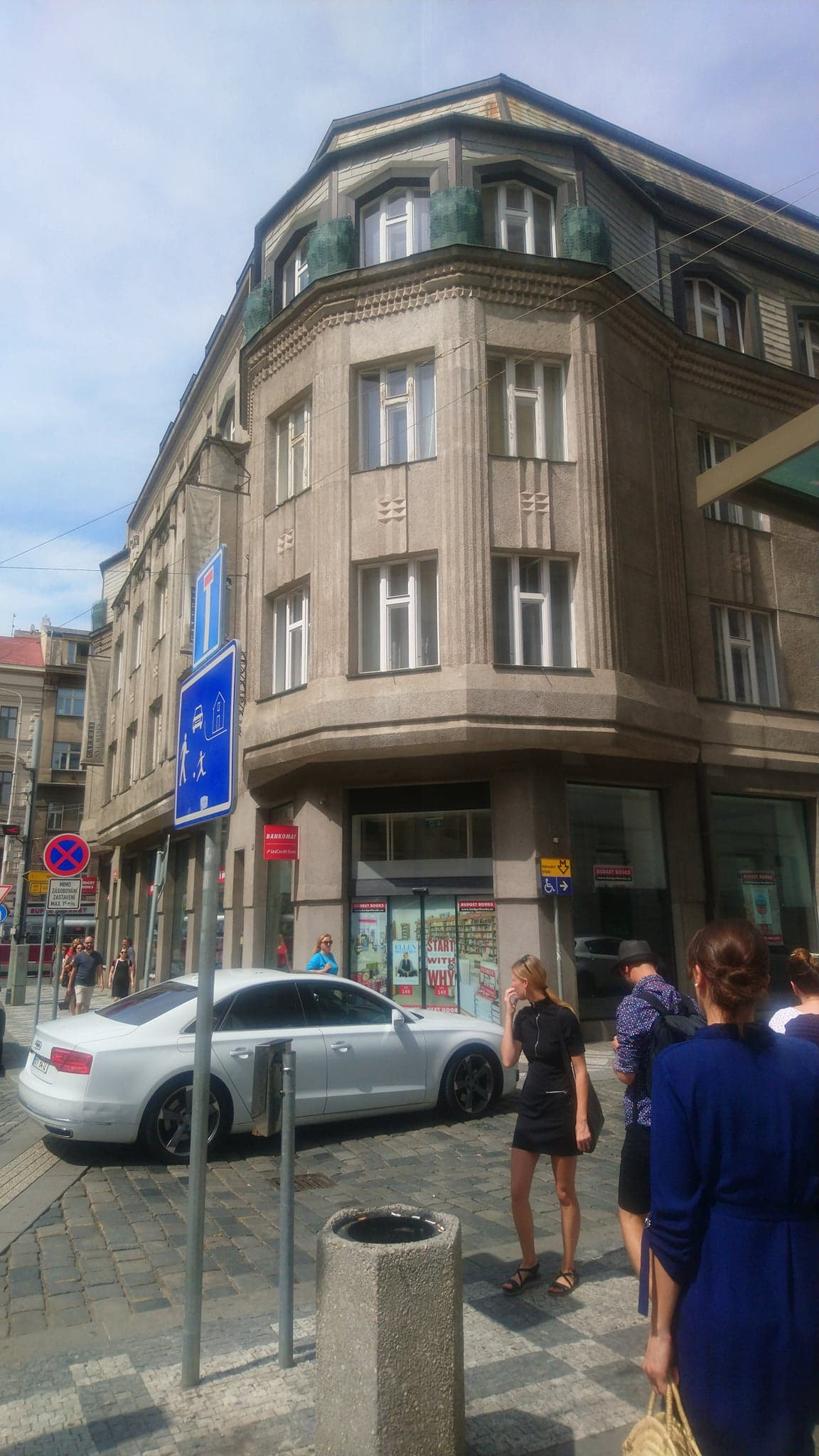
Pohled na dům Diamant z ulice Lazarská
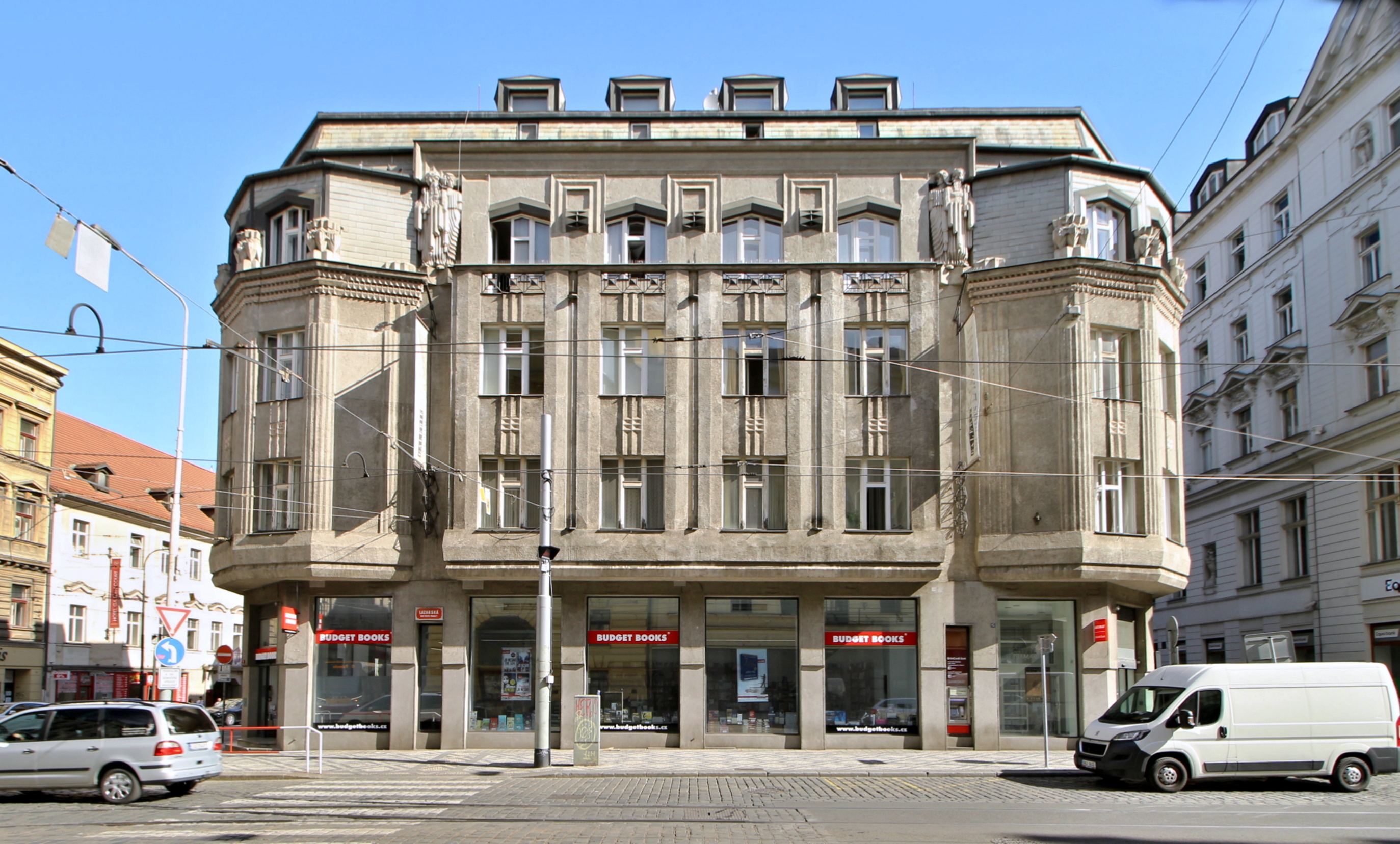
Pohled na Diamant

#### Spolkový dům "Domácnost"
Magdalény Rettigové 2, Lazarská 3
Tento dům stojí na pozemku bývalého kláštera řádu Trinitářů a byl vystavěn v letech 1898-1899 pro spolek Domácnost, kterým zde byla zřízena na počest stého výročí od narození M. D. Rettigové Česká škola kuchařská s velkou řadou spolkových místností, prostornými byty i reprezentačním schodištěm. Původní plány domu byly vypracovány ve stylu české renesance, nicméně později byl projekt přepracován Josefem Bláhou do stylu novobarokního, realizován byl firmou Stark a Gregor. Ve 30. letech 20. století proběhla úprava výkladních skříní ve stylu funkcionalismu, jenž byla v následujícím desetiletí odstraněna. Odstraněna byla také původní železná markýza nad vchodem.
Nárožní novobarokní dům s prvky secese je dvoukřídlý s dvěma vchody, jedním do ulice M. Rettigové a jedním do ulice Lazarská. Jeho střechu tvoří kombinace sedlové s mansardovou. Stavba je opatřena středním rizalitem, nad kterým je vyzdvižen trojúhelníkový tympanon s atikou v pozadí. Nad polokruhovým vchodem z Lazarské ulice se tyčí reprezentativní druhé podlaží, jenž je zdůrazněno šířkou oken. Střední arkýř druhého patra je podpírán dvojicí Atalantů. Třetí patro je obohaceno o balkon s balustrádovým zábradlím. Ve vlysu čtvrtého patra se nachází nápis "Domácnost" a v tympanonu je letopočet kolaudace 1899.
Interiér domu tvoří zrcadlové i segmentové klenby v přízemí. Vestibul, do nějž je vedena vstupní chodba, je obohacen štukovou výzdobou a přístupem k trojramennému schodišti, které vede k reprezentativním prostorům v prvním patře. Na dveřích do hlavního sálu jsou leptané skleněné výplně se secesním květinovým ornamentem.
Již za svých dob byl dům označován za dům s nádhernými místnostmi, ústředním topením a prádelnami na půdě.
V dnešní době je v prostorách budovy kavárna, banka a sídlí zde také realitní i advokátní kancelář.

V domě žil dvorní rada Eduard Weyr a spisovatel Jan Kučera.

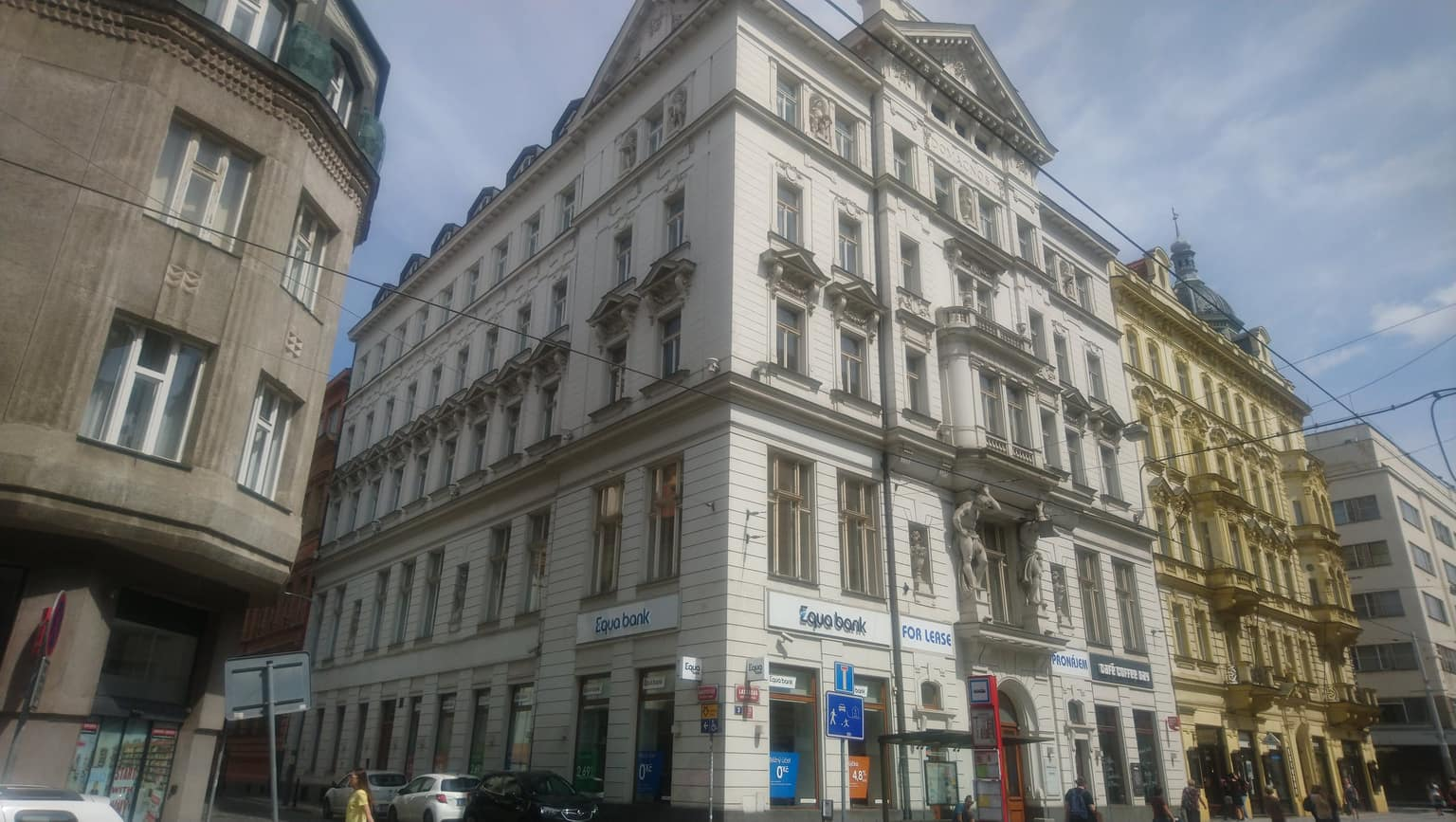
Pohled na dům "Domácnost"
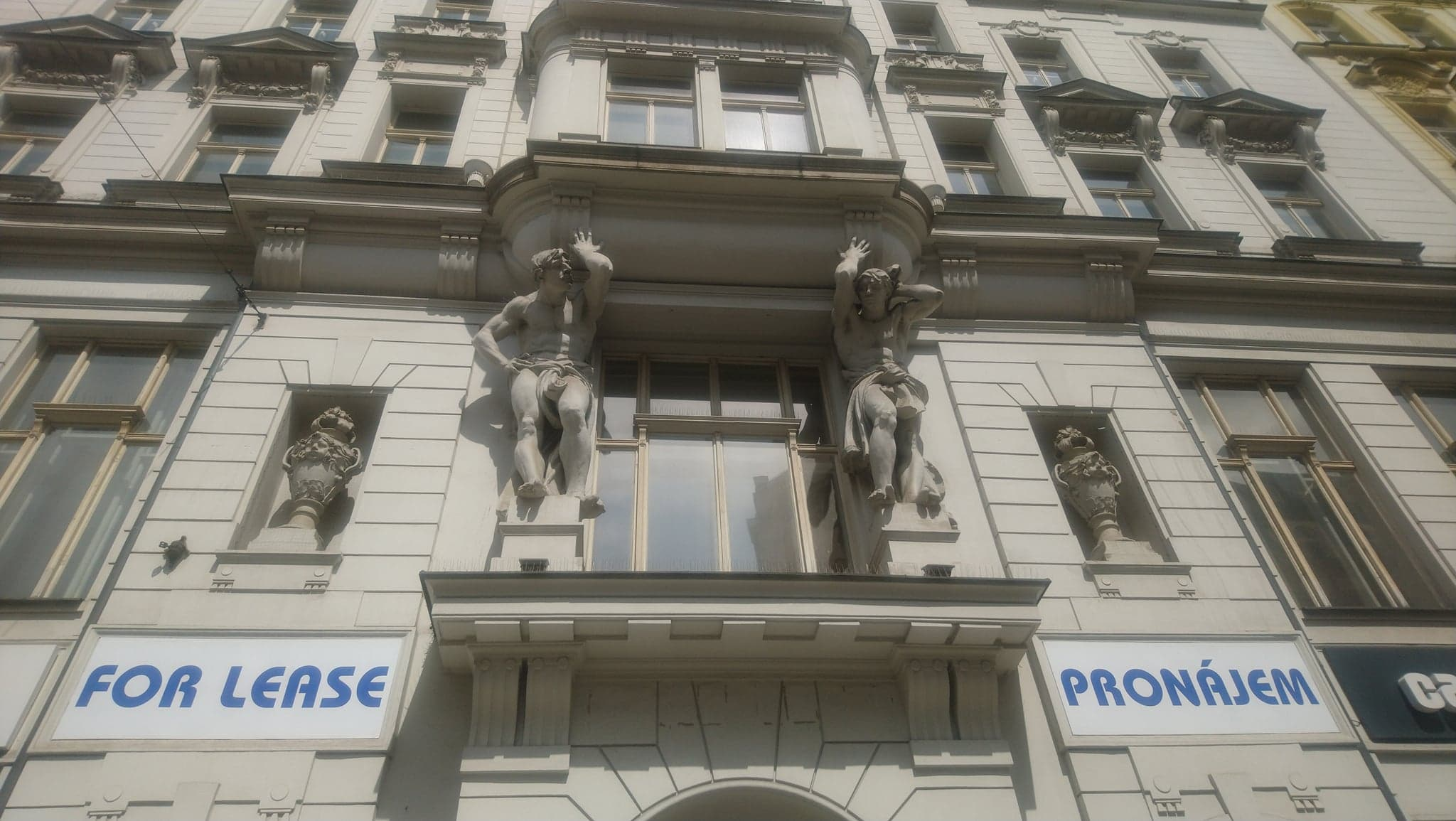
Atalanti podepírající arkýř
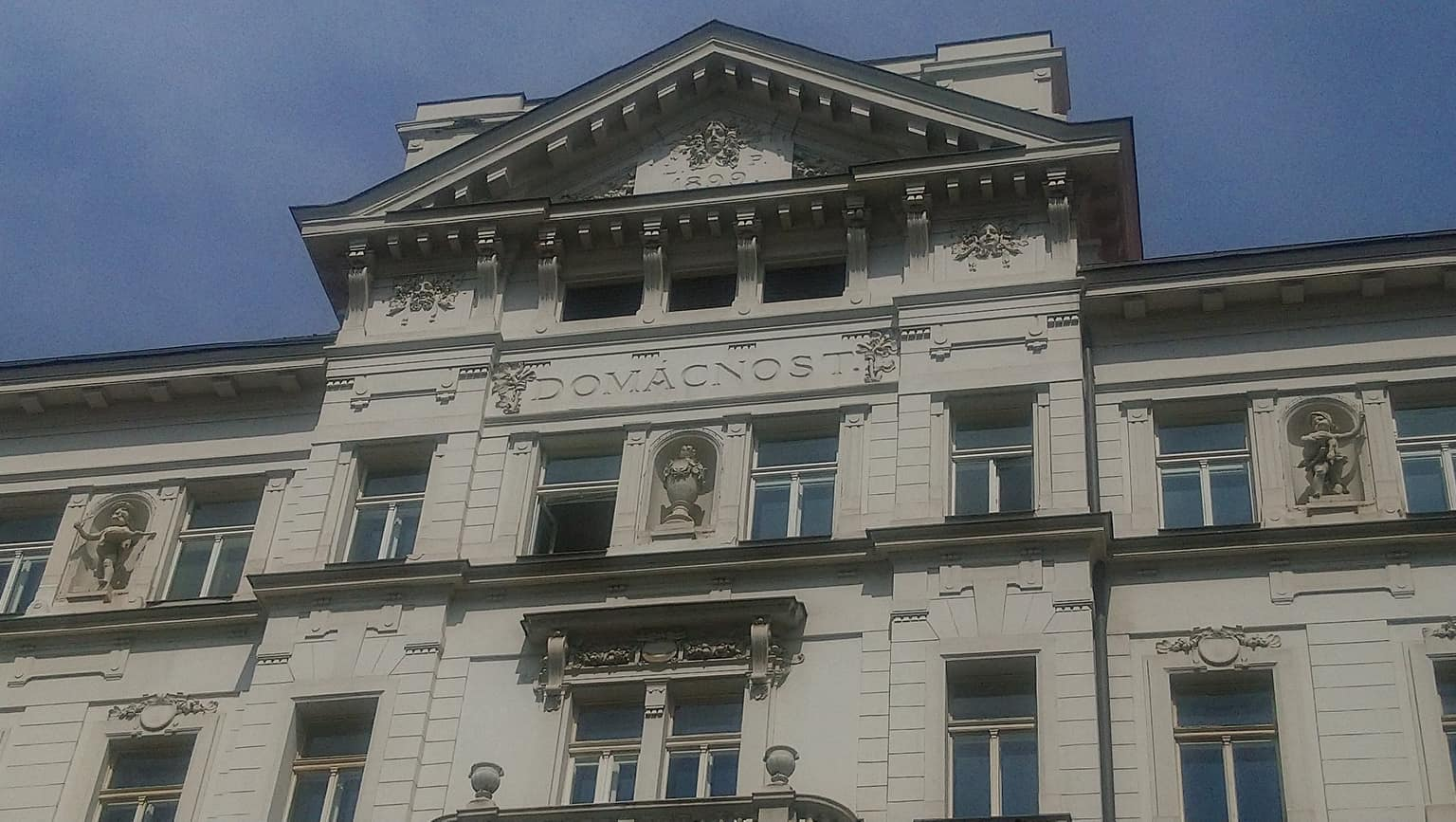
Nápis "Domácnost" na fasádě budovy a letopočet kolaudace
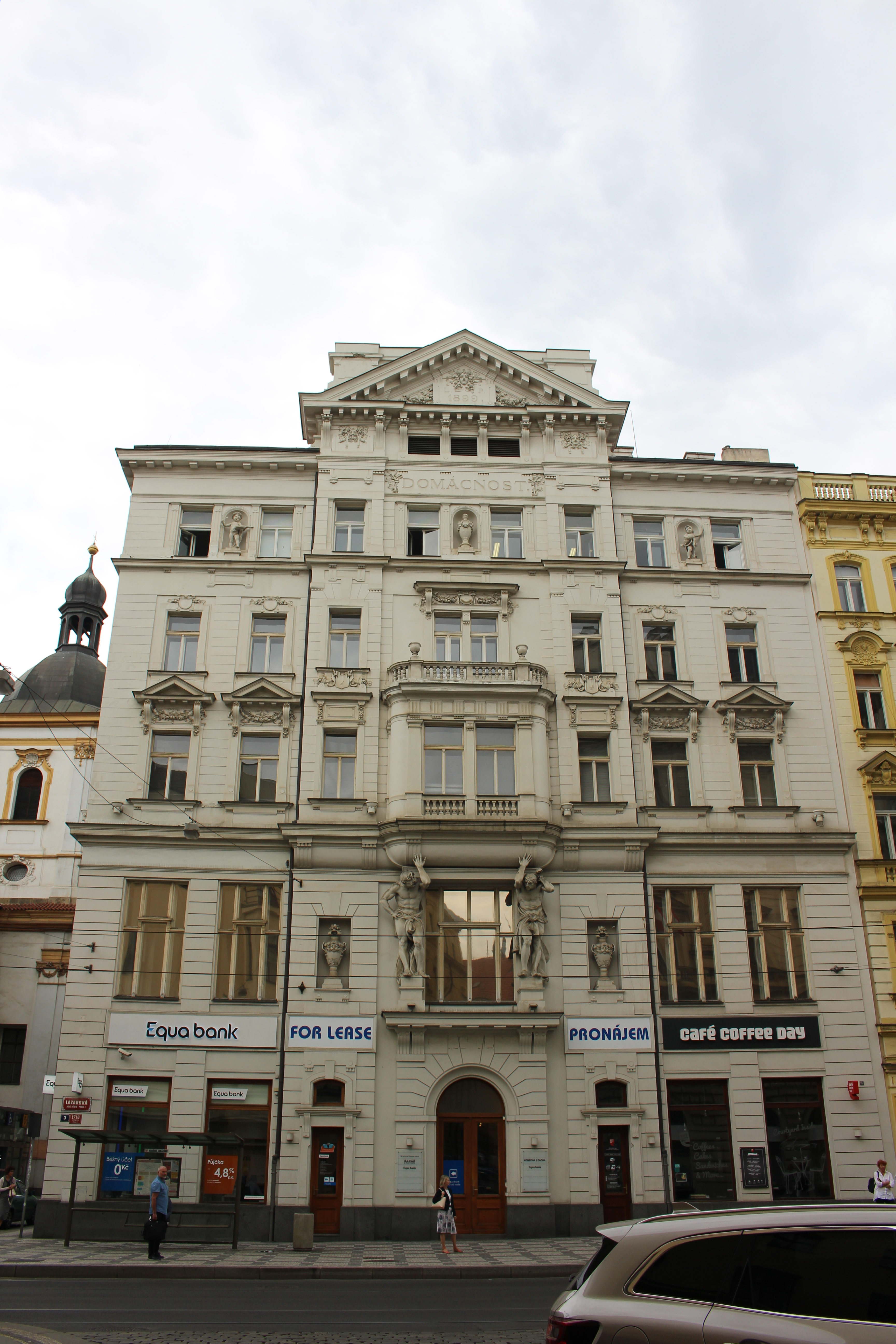

#### Pedagogická fakulta Univerzity Karlovy
Magdalény Rettigové 4 a 6
Na místě hlavní budovy PedF UK byla v roce 1882, na místě bývalých trinitářských kasáren zbořeného kláštera, zbudována školní budova určena pro celkem čtyři školy, česká obecná dívčí škola při Panně Marii Sněžné, česká obecná a měšťanská škola chlapecká, německá škola obecná a odborná škola pro ženská povolání.
Budova tvoří samostatný uzavřený blok mezi ulicí Vladislavovou a Lazarskou. Aby se stavba mohla uskutečnit, bylo nutno zbourat domy čp. 47, 48, 81 a zčásti také čp. 46.
V roce 1930 byl Václavem Kolátorem vytvořen projekt funkcionalistické přestavby této školní budovy, jež mohl být realizován až roku 1937. Roku 1950 byla zahájena rekonstrukce pro Vysokou školu pedagogickou. Další rekonstrukce probíhaly v letech 1956, 1961 a 1978.
Budovy jsou dvoupatrové s nástavbou třetího a později také čtvrtého podkrovního patra. Průčelí do ulice M. Rettigové je devatenáctiosé se dvěma rizality v 1. patře s ionskými a v 2. patře s korintskými pilastry. Nástavba 3. patra je hladká s jednoduchými třídílnými okny. Přízemí je bosované, vstup je orámován polosloupy a je umístěn mezi 5. a 6. osou zleva.
Objekt školních budov, původně dvoutraktový, je pětikřídlý se dvěma uzavřenými dvory. Po Kolátorově rekonstrukci byly vybourány troje tříramenná schodiště a do středního křídla bylo vloženo schodiště jednoramenné osvětlené luxferovou stěnou. Střední křídlo bylo téměř odstraněno, zůstala pouze tělocvična v přízemí, která je v současnosti využívána jako přednášková aula, na jejíž střeše je zbudována letní terasa.

Vstup na fakultu je bezbariérový. Tělesně postižení se po 12 schodech k vrátnici dostanou přes schodišťovou plošinu a v budově je také výtah, který spojuje suterén až 4. patro.

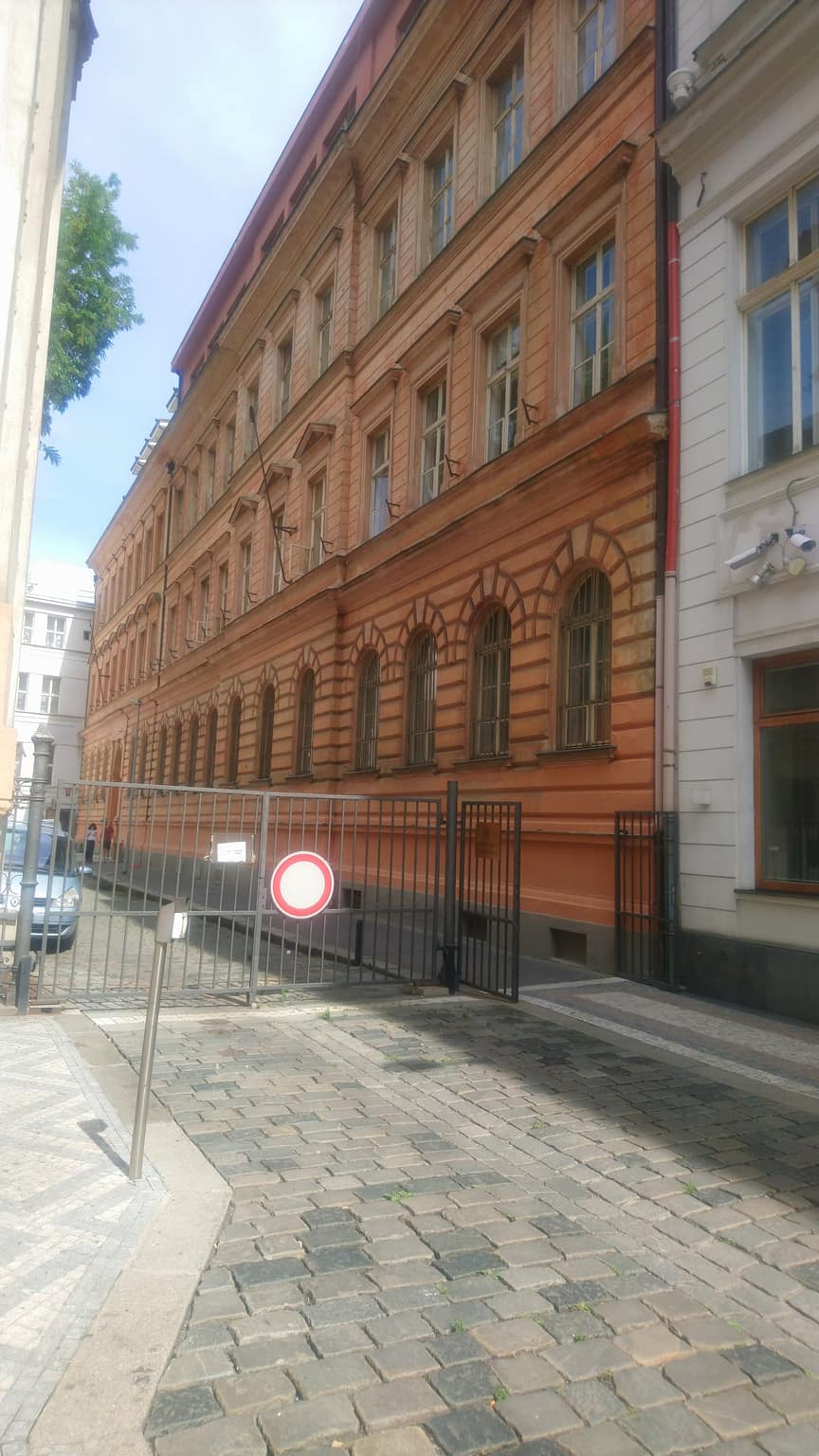
Pohled na budovu Pedagogické fakulty UK od Lazarské ulice
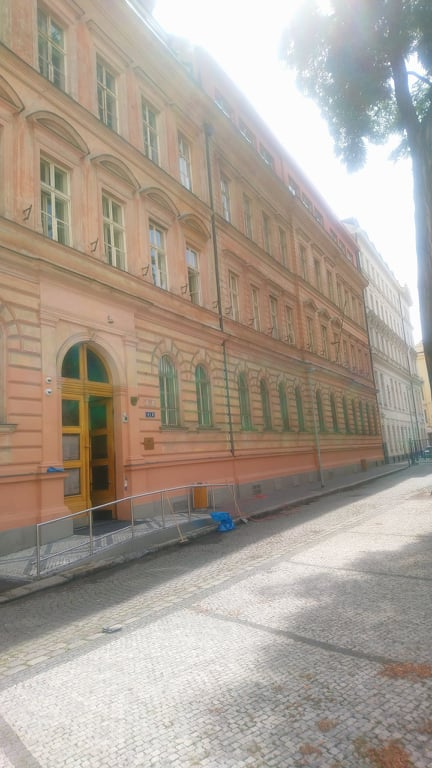
Vstup do budov Pedagogické fakulty UK
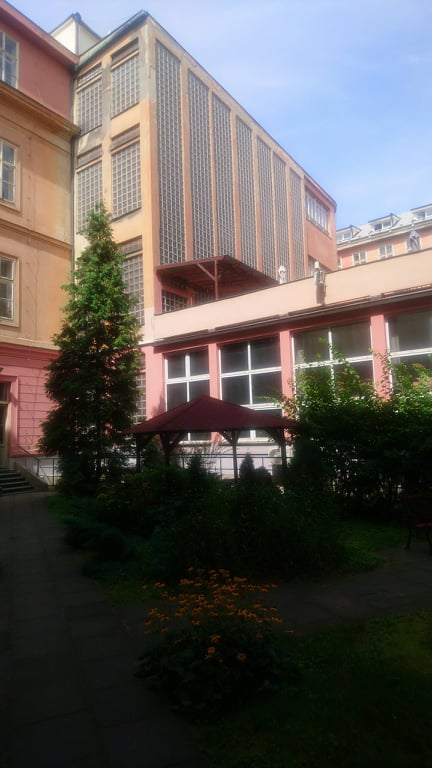
Pohled na luxferovou stěnu uvnitř bloku
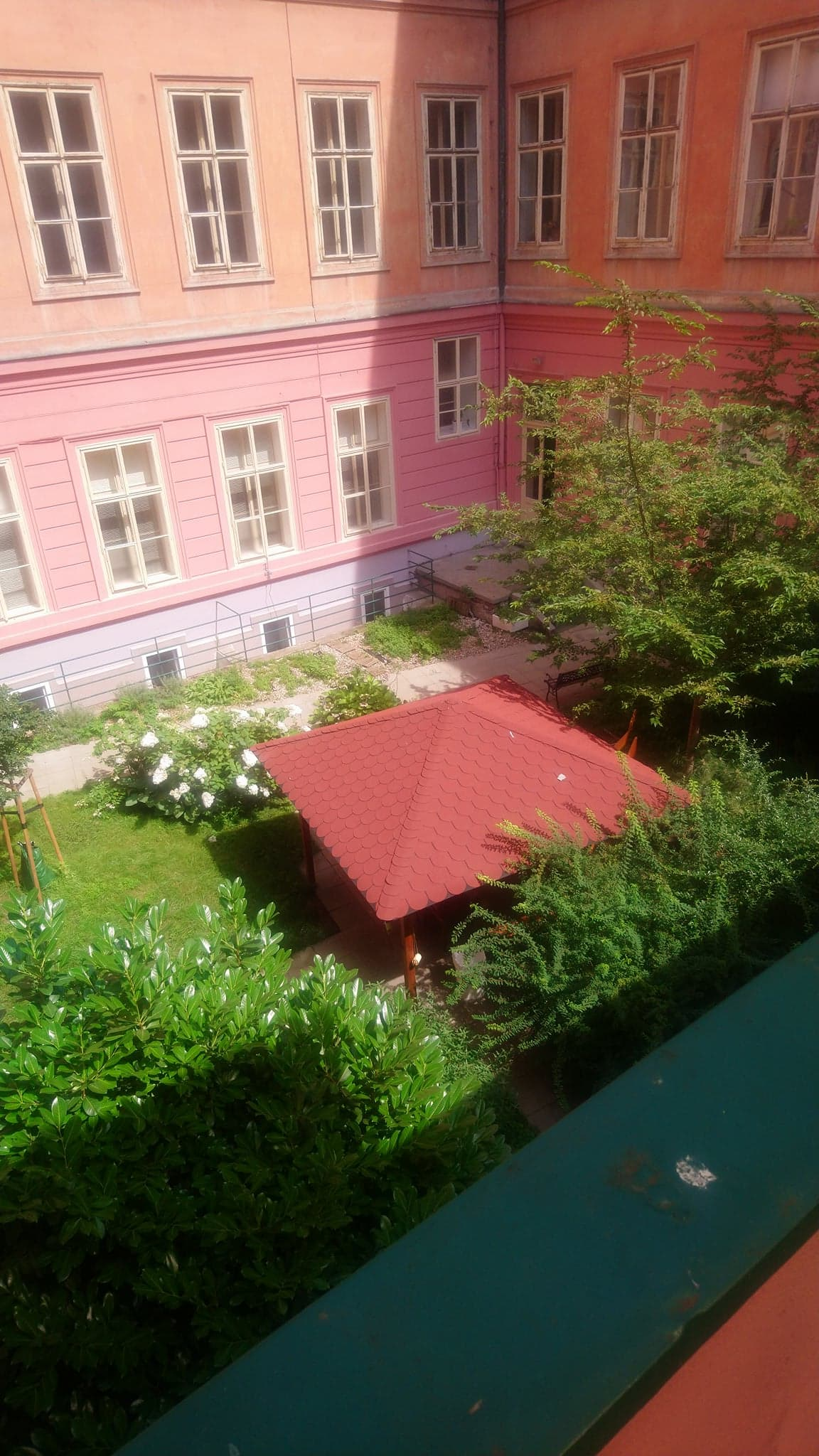
Levý dvorek ("Nekuřácký")
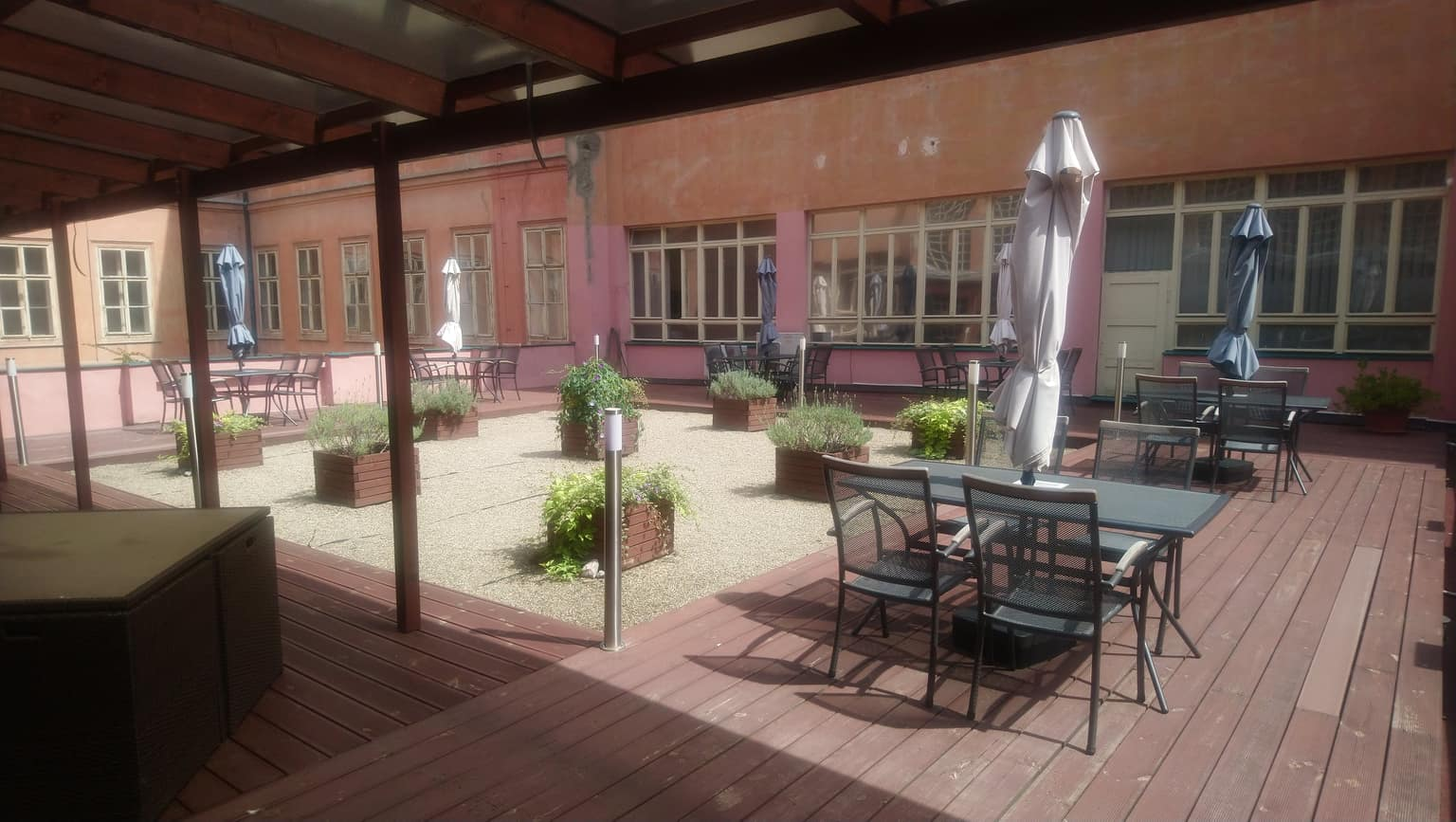
Terasa na střeše auly
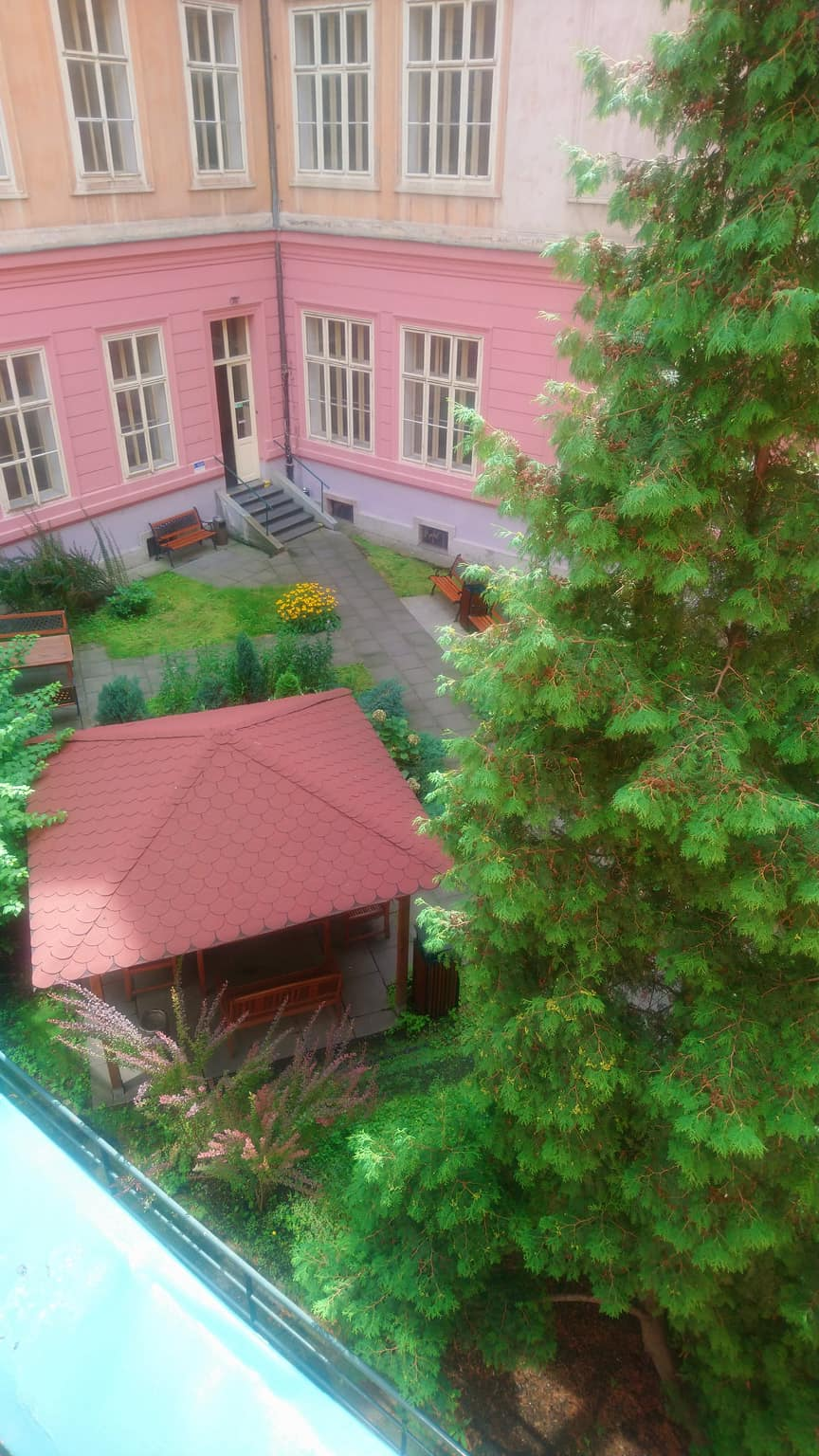
Pravý dvorek ("Kuřácký")
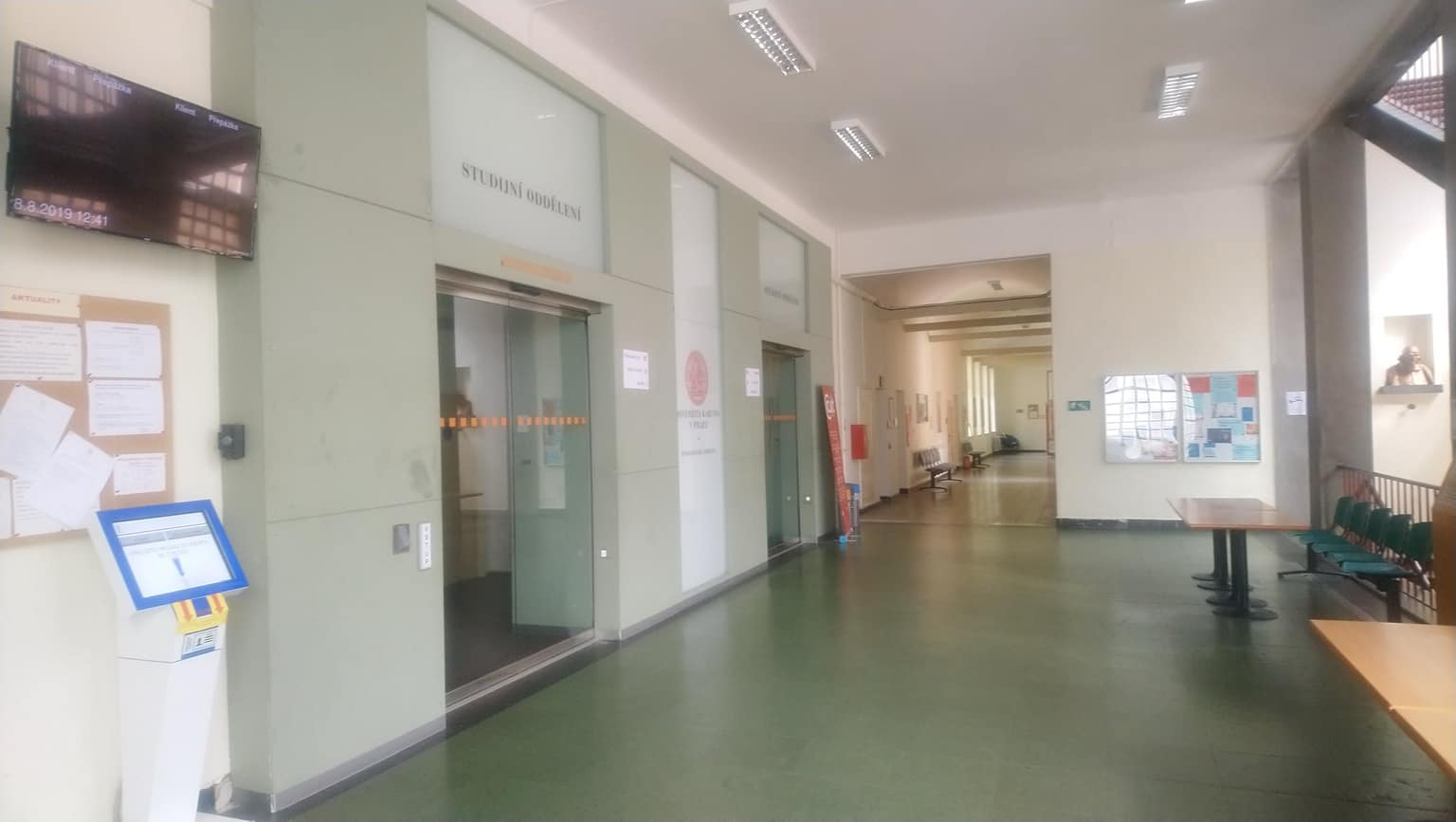
Studijní oddělení PedF UK
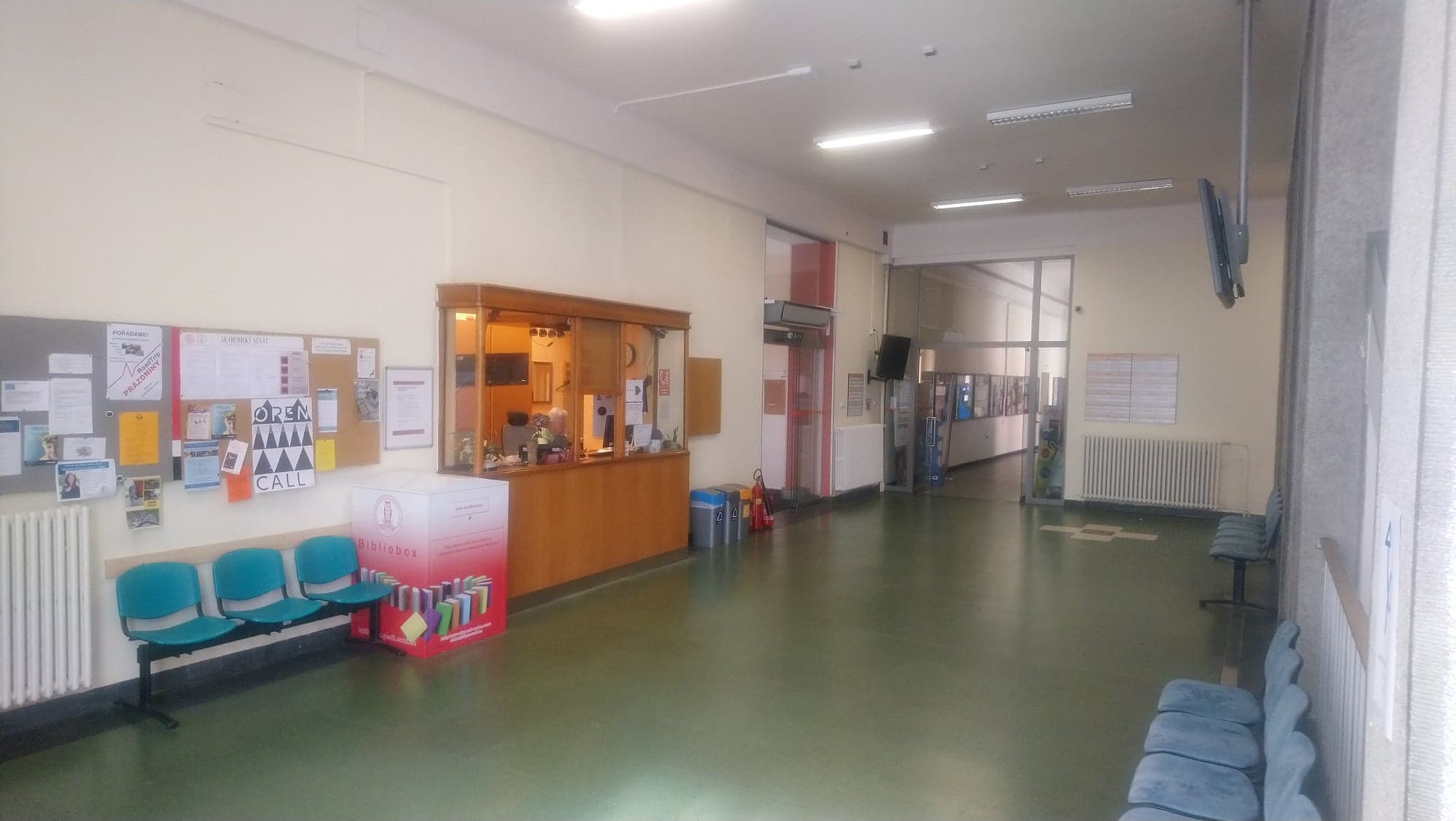
Vrátnice PedF UK

#### Kostel Nejsvětější Trojice
Magdalény Rettigové 5, Spálená 8

Trojlodní barokní chrám s věží nad kněžištěm a kopulí ve středním klenebním poli býval součástí nedochovaného kláštera trinitářů. Vystavěn byl v letech 1708-1713 podle plánů Oktavina Broggia Kryštofem Dietzenhoferem a Johanem Georgem Aichbauerem na zakázku Ignáce Putze z Alderthumru. Ve štítu nad vstupním průčelí můžeme pozorovat sochy sv. Jana z Mathy a sv. Felixie z Valois. Interiér je vyzdoben pozoruhodnými malbami z roku 1779, obrazem Nejsvětější Trojice z 2. pol. 18. stol. i cínovou křtitelnici z poloviny 16. stol. Po zrušení přilehlého kláštera trinitářů se tento kostel stal roku 1784 i farním kostelem. Kostel je úžasnou památkou pražského baroka.

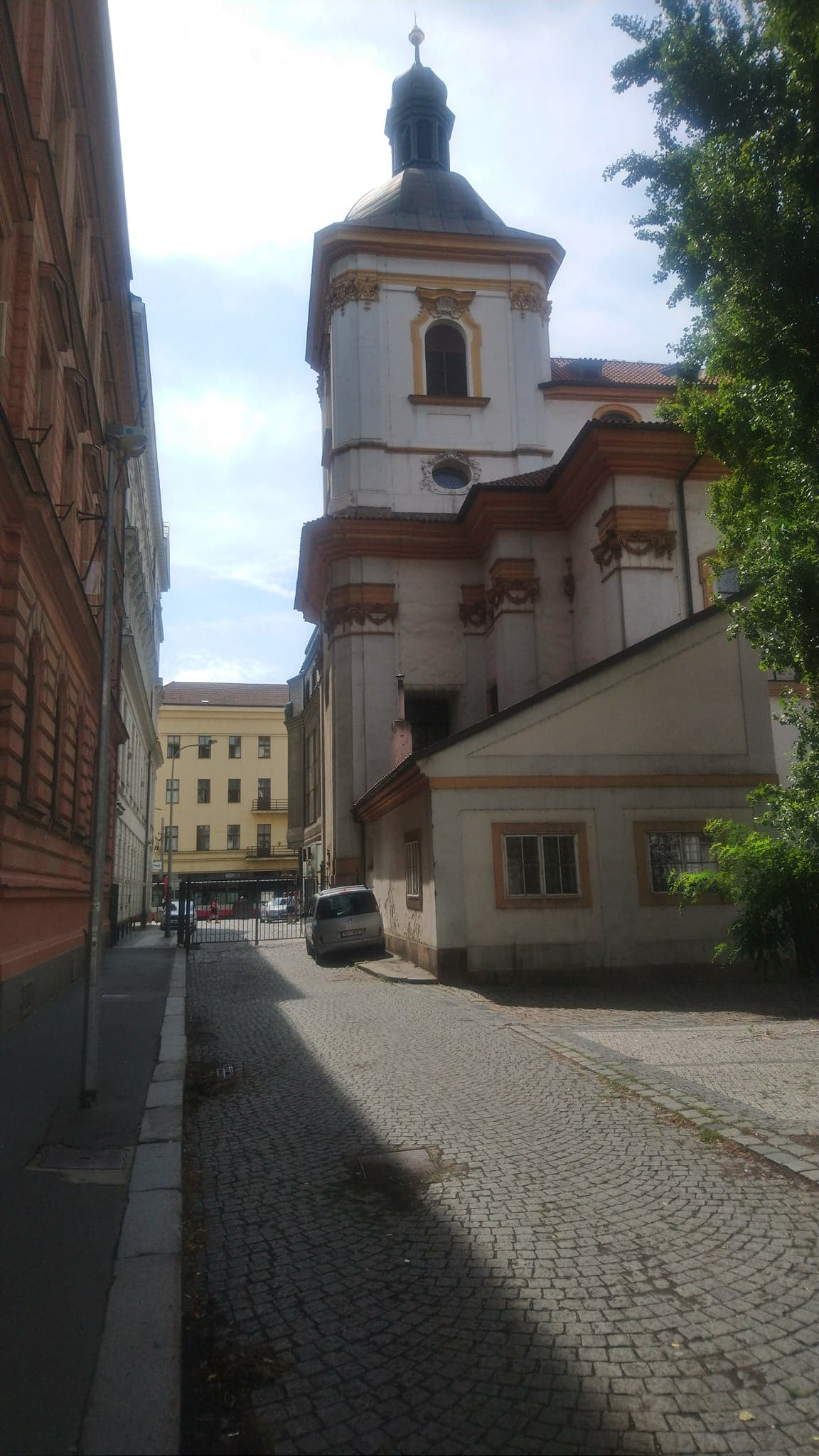
Pohled na kostel Nejsvětější trojice
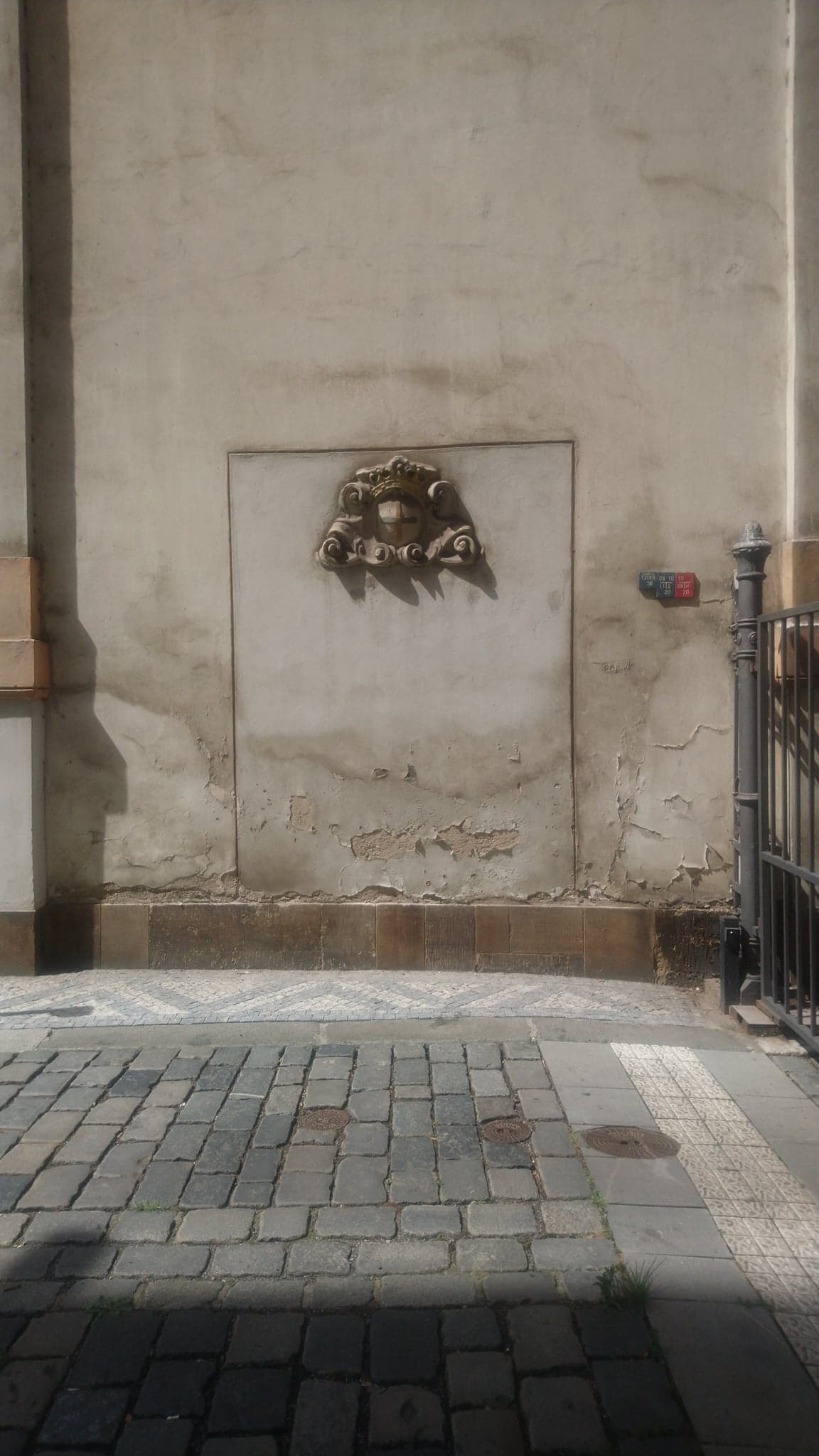
Bývalý průchod z kostela Nejsvětější trojice do kláštera trinitářů
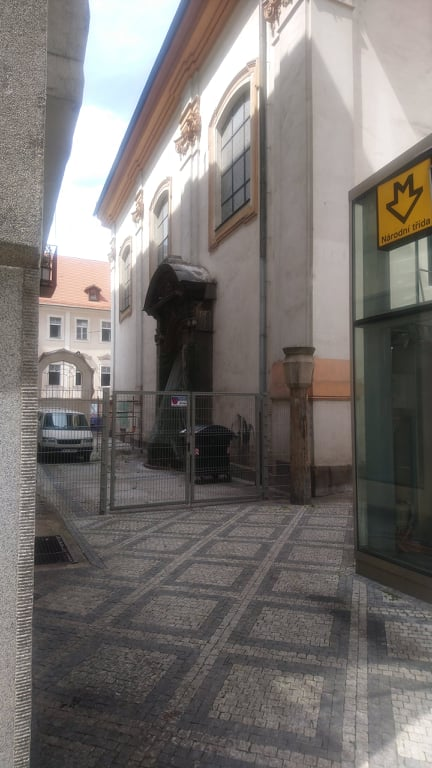
Boční vchod do kostela Nejsvětější trojice
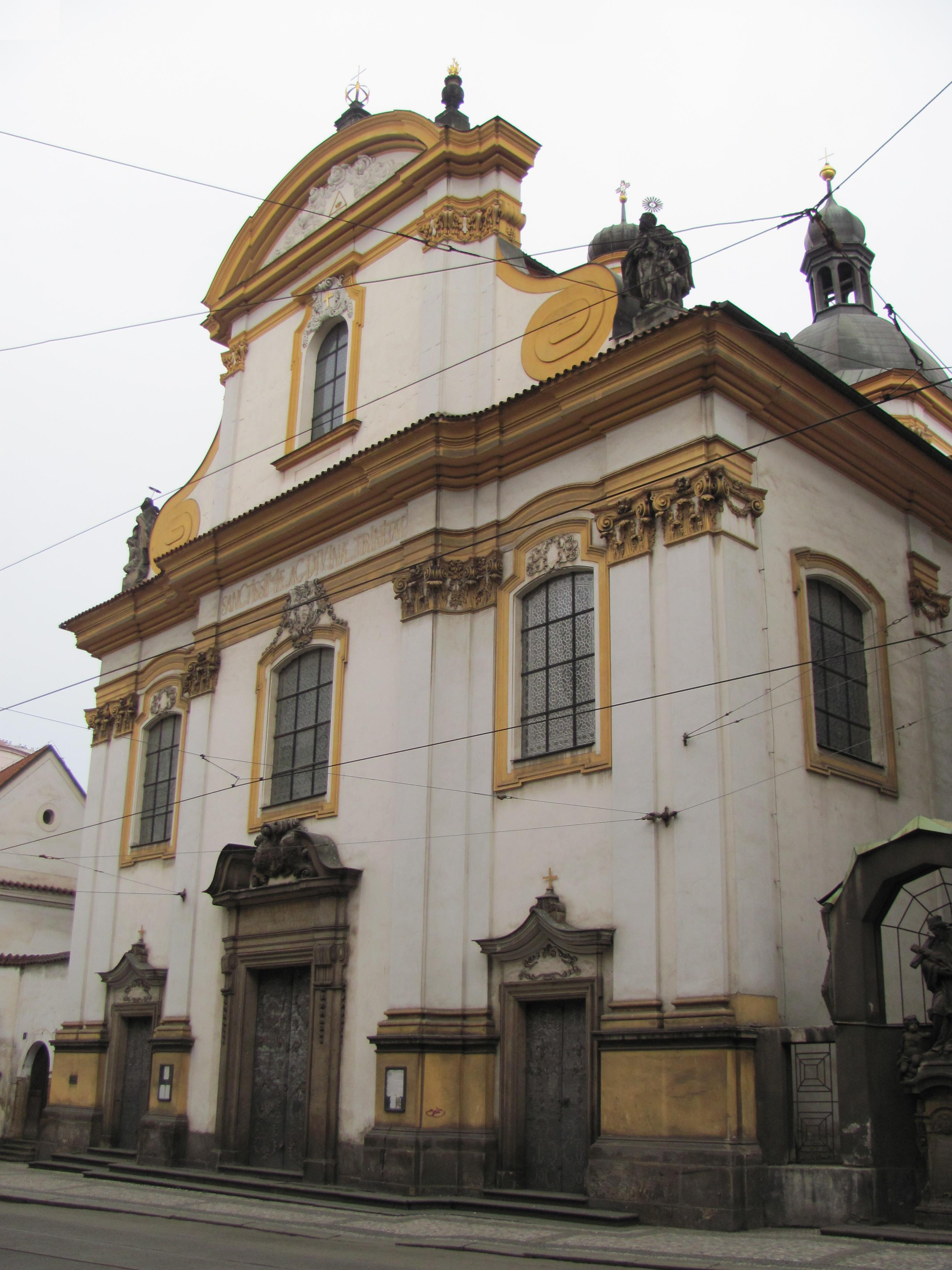
Pohled ze Spálené ulice

## Dostupnost
Ulice Magdaleny Rettigové leží kolmo na ulici Lazarská, kde se nachází stejnojmenná zastávka tramvaje, kam se lze dopravit tramvajemi číslo 3, 6, 9, 14, 24. V případě nočních tramvají slouží zastávka Lazarská jako přestupní uzel nočních tramvajových linek. Dále se zde nachází přímý výtahový výstup z metra B (stanice Národní třída).

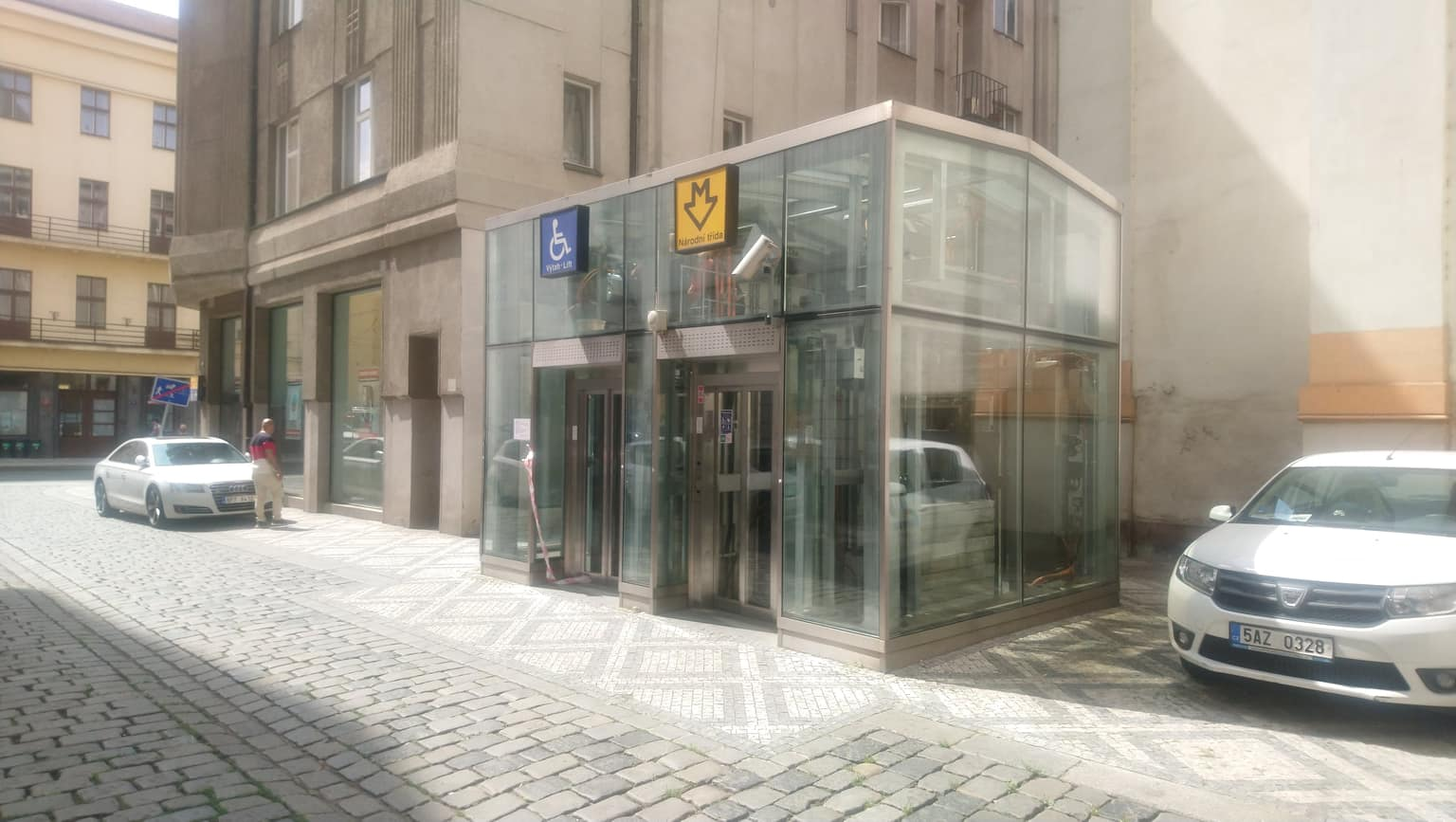
Bezbariérový vstup do stanice metra Národní třída v ulici M. Rettigové
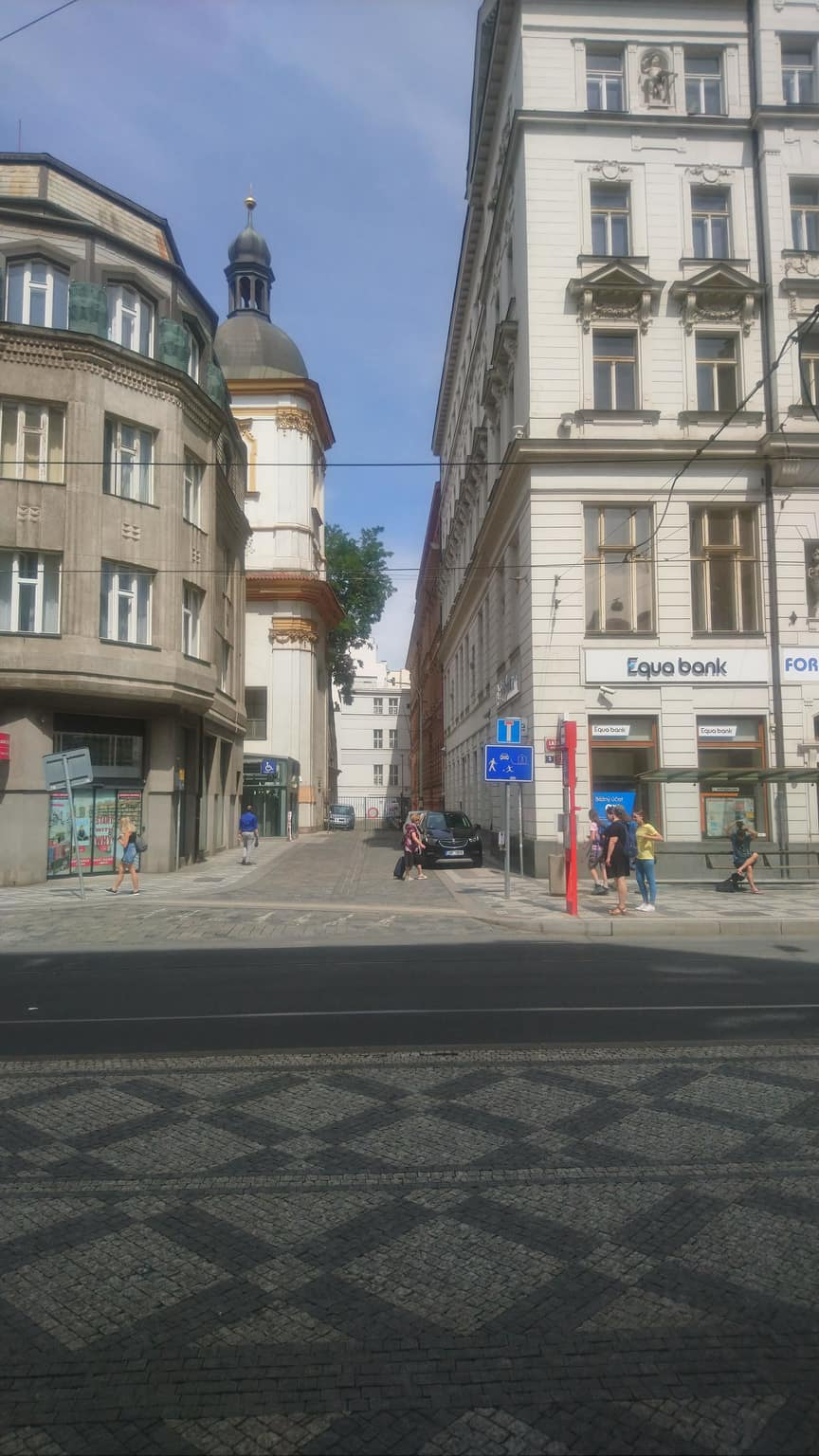
Pohled do ulice M. Rettigové s tramvajovou zastávkou Lazarská

## Ulice M. Rettigové ve filmu
Ulice se objevila ve dvanácté minutě filmu Bony a klid. V záběru se objevili herci Jan Potměšil a Roman Skamene.